# Catoblemma adiaphora
Catoblemma adiaphora là một loài bướm đêm trong họ Erebidae.